# Domenico Dall’Oglio
Domenico Dall’Oglio (ur. ok. 1700 w Padwie, zm. 1764 w Narwie) – włoski kompozytor i skrzypek tworzący w Rosji.
Kształcił się u Giuseppe Tartiniego lub Antonia Vivaldiego. W 1721 roku objął posadę koncertmistrza w bazylice św. Antoniego w Padwie. W 1735 roku wraz ze swoim bratem Giuseppem, wiolonczelistą, wyjechał do Petersburga. Działał jako skrzypek, a od 1762 roku koncertmistrz w nadwornej orkiestrze cara. Zmarł w trakcie podróży powrotnej do Włoch.
Ceniono jego grę na skrzypcach i lutni. Blisko współpracował z Francesco Arają. Skomponował m.in. prolog La Russia afflitta do (zaginionej) opery J.A. Hassego La clemenza di Tito, arię koncertową, 34 sonaty skrzypcowe, 17 koncertów skrzypcowych, sonatę na kwartet smyczkowy, około 12 symfonii (sześć opublikowanych w 1734 r. w Paryżu, reszta, oparta na rosyjskich tematach, pozostała w rękopisach), a także balety. Koncerty i sonaty Dall’Oglio mają trzyczęściową budowę, w koncertach o układzie szybko-wolno-szybko, w sonatach wolno-szybko-szybko. Jego utwory skrzypcowe stanowią przykład ówczesnego wirtuozerskiego stylu włoskiego, z podwójnymi chwytami, szybkimi figuracjami w wysokiej pozycji i licznymi ozdobnikami.